# Sant Miquel de Cavallera
Sant Miquel de Cavallera és una església romànica del municipi de Camprodon, a la comarca catalana del Ripollès. Està situada a la serra de Cavallera a la qual s'hi han adossat construccions més modernes com la rectoria, la sagristia i dependències del cementiri. Sant Miquel de Cavallera està incrita com a Bé Cultural d'Interès Local (BCIL) en l'Inventari del Patrimoni Arquitectònic de Catalunya amb el codi IPA-3868.

## Descripció
Capella de planta rectangular d'una sola nau, amb presbiteri o absis quadrat i volta de canó una mica apuntada. L'arc triomfal que separa el presbiteri de la nau descansa sobre pilastres escalonades en degradació, que redueixen l'amplada del presbiteri respecte a la nau. Aquestes pilastres s'eixamplen a la part superior, per la qual cosa l'obertura és més ampla a la part de dalt que a la de baix. Els parament verticals de la nau i el presbiteri són de carreus col·locats molt acuradament i actualment es poden veure degut a una restauració recent. La volta conserva l'arrebossat antic igual que l'exterior. La coberta és de teula àrab.

## Història
La parròquia, ja esmentada al 839, va pertànyer a la Seu d'Urgell fins al segle xviii en que passà al bisbat de Vic. Al segle xviii es construí un campanar i dues capelles laterals. El campanar va ser enderrocat fa poc perquè amenaçava ruïna i hom suposa que al mateix temps es va dur a terme la restauració actual, que tornà al temple el seu aspecte primitiu.